# شولحان عاروخ
شولحان عاروخ، שולחן ערוך، عبارة عبرية تعني «المائدة المنضودة» أو «المائدة المعدة»، والشولحان عاروخ هو مُصنَّف تلمودي فقهي يحتوي على سائر القواعد الدينية التقليدية للسلوك، ويُعَدُّ حتى يومنا هذا، المصنَّف المعوَّل عليه بلا منازع للشريعة والعرف اليهوديين، ويشار إليه باعتباره التلمود الأصغر. أعده يوسف كارو ونشره عام 1565 مستنداً إلى العهد القديم والتلمود وآراء الحاخامات اليهود وفتاواهم وتفسيراتهم (الشريعة الشفوية). ومما هو جدير بالذكر أن حياة اليهود تكبلها العديد من الشعائر والقيود والتشريعات، الأمر الذي يضطرهم إلى البحث عن مصدر دائم للفتاوى. ولكن التوصل إلى إجابة على أحد التساؤلات الدينية من خلال التلمود مسألة شاقة جداً، إذ يتعيَّن على المتسائل أن يقرأ أربع أو خمس فقرات في مجلدات مختلفة منه ثم يبحث عن التعليقات المختلفة على كل الفقرات وهي تعليقات تحوي كل واحدة منها تفسيرات مختلفة ومتناقضـة.ولتبسيط هذه العملية، لجأ مؤلف الشولحان عاروخ إلى إسقاط جميع المناقشات الفقهية الطويلة والآراء المختلفة والأحكام المتناقضة، فلم يدوَّن إلا الأحكام الشرعية المستــقرة التي تبيِّن ما هو حلال وما هو حرام، وأوردها في نص واحد.

## أقسامه
وينقسم الشولحان عاروخ إلى أربعة أقسام:
1 ـ أورَّح حاييم אורח חיים، أي «سبيل الحياة»: ويتناول قواعد الصلاة والبركات والأعياد.
2 ـ يوريه ديعاه יורה דעה،أي «أستاذ المعرفة»: ويتناول قوانين الطعام الشرعي والطهارة والنجاسة والنذور وقواعد الحزن والحداد وقواعد الصدقات.
3 ـ إيفين هاعوزير אבן העוזר، أي «الحجر المعين»: ويتناول أحكام الزواج والطلاق، وكذلك سائر ما يتعلق بالنساء.
4 ـ حوشين مشباط חושן משפט، أي «صندوق القضاء الشامل»: ويتناول القوانين المدنية والجنائية وأصول المحاكمات، كما يحوي أحكام الميراث والوصاية والوصايا والتوكيلات والشهادة واليمين والعقود والتسجيل.
ولأن الكتاب يحتوي على مختلف التعاليم مصنفةً تصنيفاً جيداً، فقد لاقى نجاحاً كبيراً بين الجماهير اليهودية.

### موقف الحاخامات من الكتاب
ومع أن الحاخامات الإشكناز هاجموا الشولحان عاروخ في بادئ الأمر، فإنه صار الكتاب المُعتمَد لدى اليهود الأرثوذكس، وخصوصاً بعد أن قام موسى إيسيرليز (يسرائيليتش) (1520 ـ 1572) بإضافة الهوامش والملاحق المتعلقة بالمنهاج الإشكنازي. وقد ظهرت هذه الهوامش والإضافات في كل طبعة من طبعات الكتاب وسمى ت «ماباه» أي «مفرش المائدة»، وتشير عبارة «شولحان عاروخ» إلى كلٍّ من المائدة والمفرش.

#### مضمون الكتاب
ويحـوي الكتـاب كثيراً من الأحكـام العنـصرية التي وردت في التلمود، فالشولحان عاروخ يُفرِّق بكل حدّة بين اليهودي وغير اليهودي، حتى في الأمور الإنسانية المبدئية، فقتل اليهودي يختلف عن قتل غير اليهودي، وإنقاذ حياة يهودي أو علاجه يختلف عن إنقاذ حياة غير يهودي أو علاجه. وعلى سبيل المثال، يسأل الشولحان عاروخ عما إذا كان ينبغي على اليهودي أن يزيل أنقاض منزل تهدَّم على سكانه يوم السبت؟ والإجابة بالنفي، ولكن إن كان بين السكان يهودي وجب على اليهودي أن يساعد في إزالة الأنقاض. كما ينبغي عليه أن يشترك في عملية الإنقاذ، إذا كان إحجامه عن ذلك قد يلحق الأذى باليهود بوصفهم جماعة لأن الأغيار يتحكمون في اليهود. وبناء على ذلك لا يجوز إنقاذ حياة اليهودي القرائي لأنه لا سلطان له على اليهود الحاخاميين. وكذلك ينبغي على الطبيب اليهودي ألا يعالج غير اليهودي، وإذا اضطر إلى ذلك وجب عليه أن يجعل الهدف الدفاع عن اليهود لا علاج المريض غير اليهودي. ويُحرِّم الشولحان عاروخ سرقة يهودي يهودياً آخر أو غير يهـودي. ومـع هذا، تحـل سرقـة غير اليهودي، إذا كان تحت حكم اليهود. وقد استُخدمت هذه الأحكام لتبرير سرقة الفلسطينيين. وقد جعل المعلقون على الشولحان عاروخ الإيمان بالقبَّالاه إحدى فرائض اليهودية. وقد هاجم دعاة حركة التنوير اليهودي ومفكرو اليهودية الإصلاحية هذا الكتاب باعتباره تجسيداً لكثير من الجوانب المتخلفة في اليهودية، وبسبب تشدُّده وتحجُّره. ولا يزال الكتاب حتى الآن من أهم المصادر التي تستقى منها المؤسسة الأرثوذكسية تفسيرها للشريعة اليهودية في إسرائيل وخارجها